# 金時沅
金時沅（1995年6月28日—），韓國男子職業高爾夫球運動員，21歲時奪得2017年球員錦標賽冠軍，是該賽事最年輕的冠軍得主。

## 外部連結
- 金時沅在PGA巡迴賽的官方網站
- 金時沅在男子高爾夫世界排名的官方網站